# Pennarhodeus turris
Pennarhodeus turris är en spindeldjursart som beskrevs av Wolfgang Karg 2000. Pennarhodeus turris ingår i släktet Pennarhodeus och familjen Rhodacaridae. Inga underarter finns listade i Catalogue of Life.